# 龙街乡 (景东县)
龙街乡，是中华人民共和国云南省普洱市景东彝族自治县下辖的一个乡镇级行政单位。

## 行政区划
龙街乡下辖以下地区：
小龙街村、和哨村、东山村、南岸村、竹者村、新平村、帮庆村、多依树村、戈瓦村、石垭口村、小村、垭口村和扎果村。